# Brookhaven, West Virginia
Brookhaven är en så kallad census-designated place i Monongalia County i West Virginia i USA. Vid 2010 års folkräkning hade Brookhaven 5 171 invånare.